# Pranu Muttedu
Pranu Muttedu – das sardische Stonehenge – ist eine bedeutende Kult- und Begräbnisstätte (heute ein Archäologischer Park), auf einer Hochebene nahe dem Ort Goni, in der Region Trexenta, die zur italienischen Metropolitanstadt Cagliari auf Sardinien gehört. Der Name bedeutet: Ebene der Myrten. Die Fundstätte wurde 1975 in einem Korkeichenhain beiderseits der Straße Senorbi – Goni entdeckt.
Die Frühphase auf der Pranu Muttedu wird mit der auslaufenden Ozieri-Kultur in Verbindung gebracht, aber der Platz wurde weiter genutzt. Die teilweise einmaligen Denkmäler, darunter Rundgräber (italienisch Tomba a circolo) sind wohl am ehesten mit jenen von Li Muri vergleichbar.

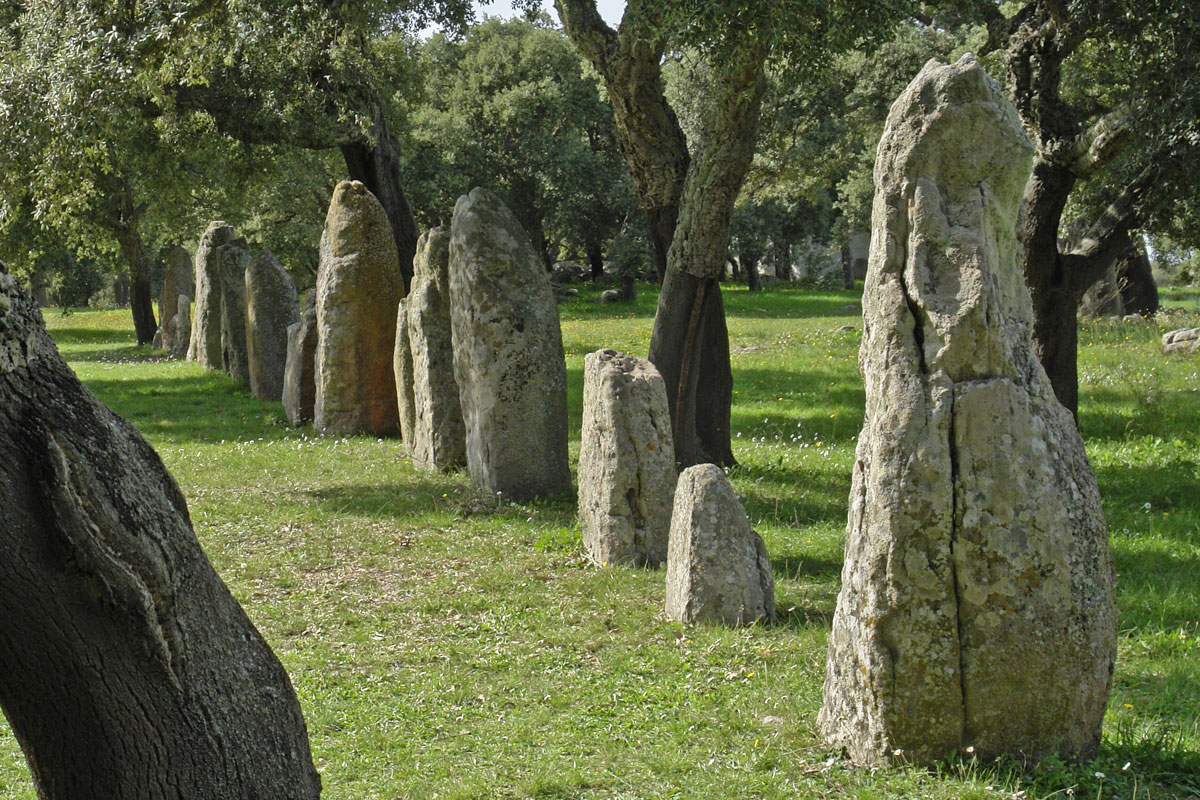
Die Menhire

## Menhire
Etwa 60 Menhire, die einzeln, paarweise, als Steinreihe mit bearbeiteten 20 Exemplaren – die wohl als (protoanthropomorphe) Vorstufe zu den Statuenmenhire anzusehen sind – oder, wie die „La Triade“ genannte Gruppe, auf der „Tomb IV“ genannten Anlage stehen; als drei unterschiedlich große, schlanke, säulenförmige Menhire.

Pranu Muttedu
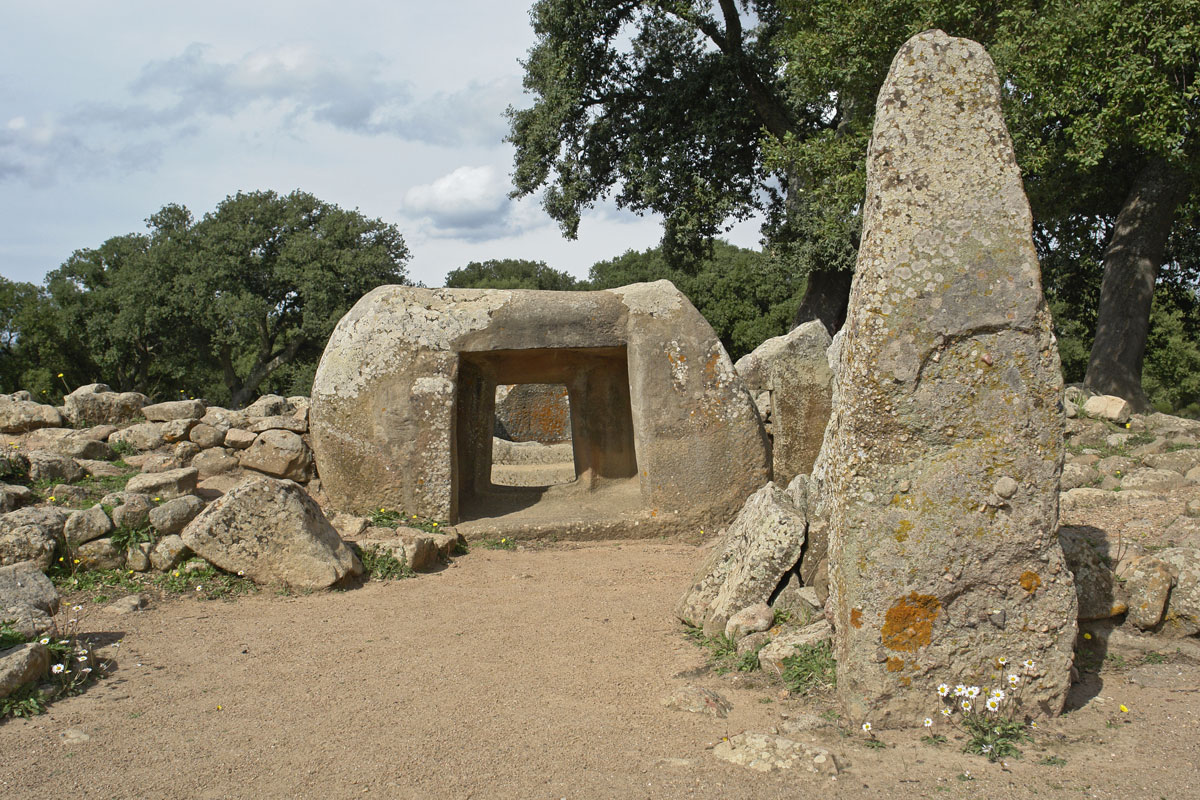
Pranu Muttedu, Grab II
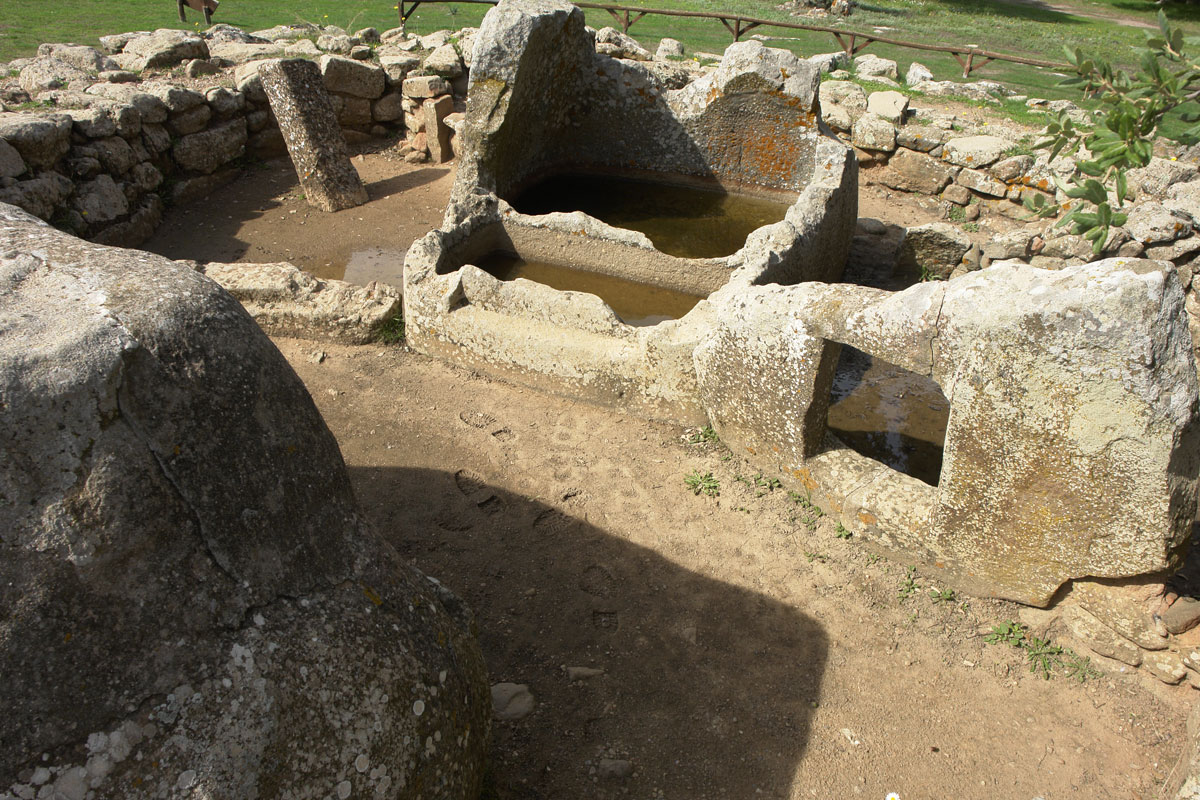
Pranu Muttedu, Grab II
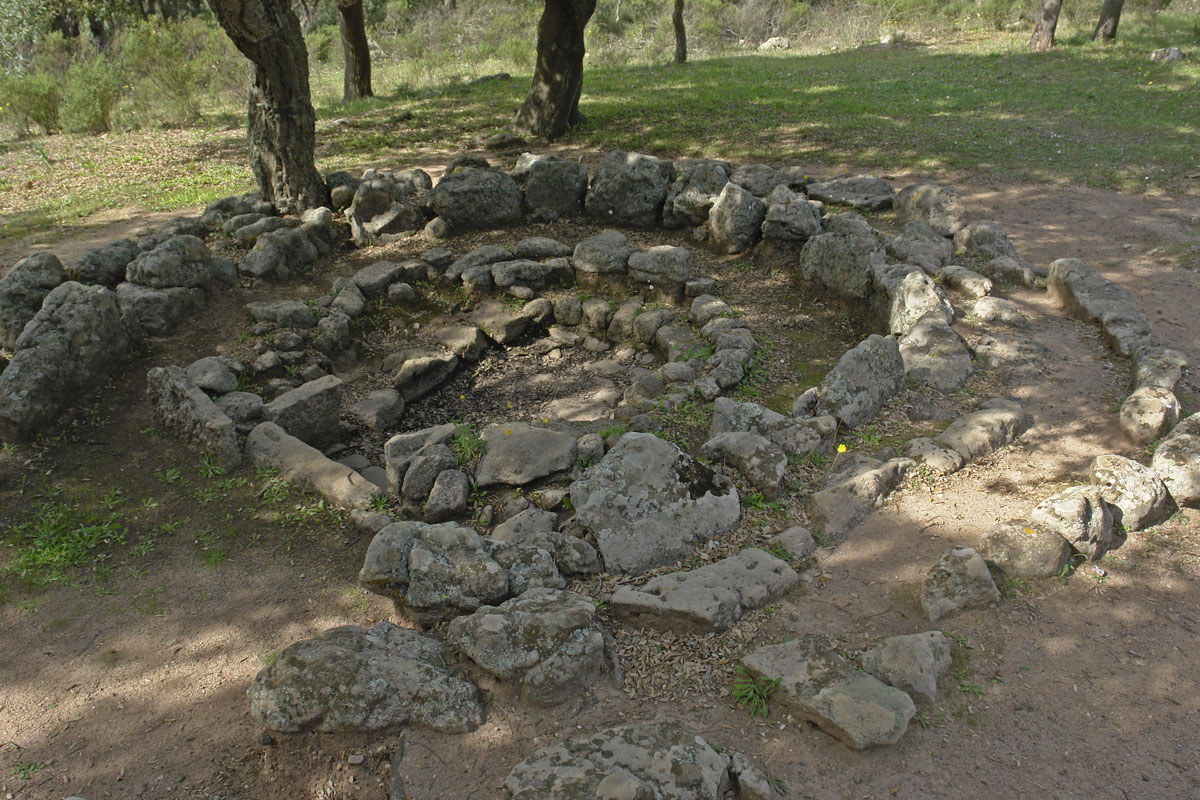
Pranu Muttedu, Grab III
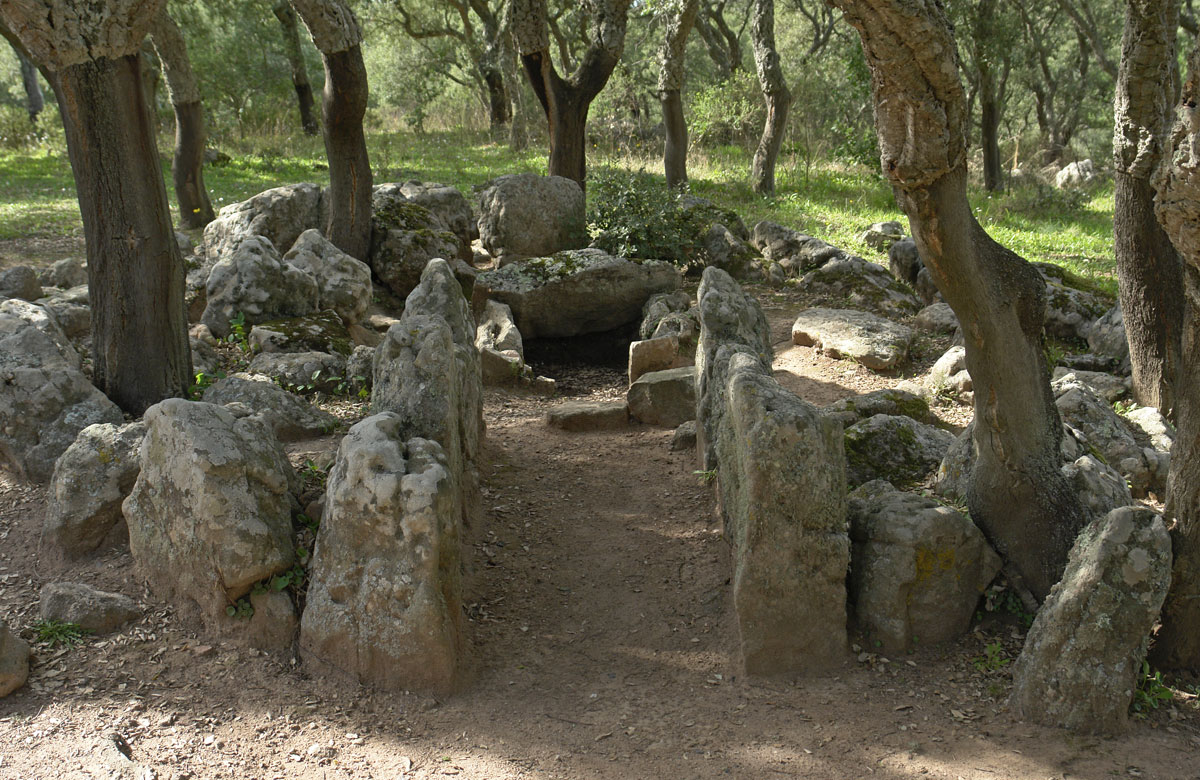
Pranu Muttedu, Grab V

## Tumuli
Zwei größere und drei kleinere Tumuli liegen nahe der Steinreihe. Die Monumente werden von zwei oder drei rundlich-ovalen konzentrischen Steinwällen eingekreist, die einen Tumulus bilden der zuweilen gestuft ist. Die in den Tumulus integrierten Eingangskorridore (bei Grab III und V) werden von Orthostatenreihen gebildet. Die Kammern sind entweder klein und einräumig und scheinen für Einzelbegräbnisse errichtet zu sein (Grab 3). Größere (wie Grab V) haben Vorräume bzw. Seitennischen wie sie später für Nuraghenzugänge typisch sind,
Ausgefallen ist die Bauweise von Grab II, das weiträumig von niedrigen Steinkreis von etwas über 30 m Durchmesser umgeben ist und dessen Tumulus noch teilweise erhalten ist. Sein Zugang und die fragmentarische 2-zellige Kammer wurden aus Steinblöcken herausgearbeitet die in eine Orthostatenkonstruktion integriert wurden. Die Frontseiten sind als eindeutige Nachfahren der Felskammern (Domus de Janas) erkennbar. Davor steht ein wie als Wächterstein aufgestellter Menhir.

## Weitere Anlagen
Jenseits der Straße befinden sich einige rund eingefasste, mit flachen Steinlagen bedeckte und durch Menhirgruppen gekennzeichnete Erdgräber wie „La Triade“ und einige weniger bedeutende Domus de Janas.

Pranu Muttedu
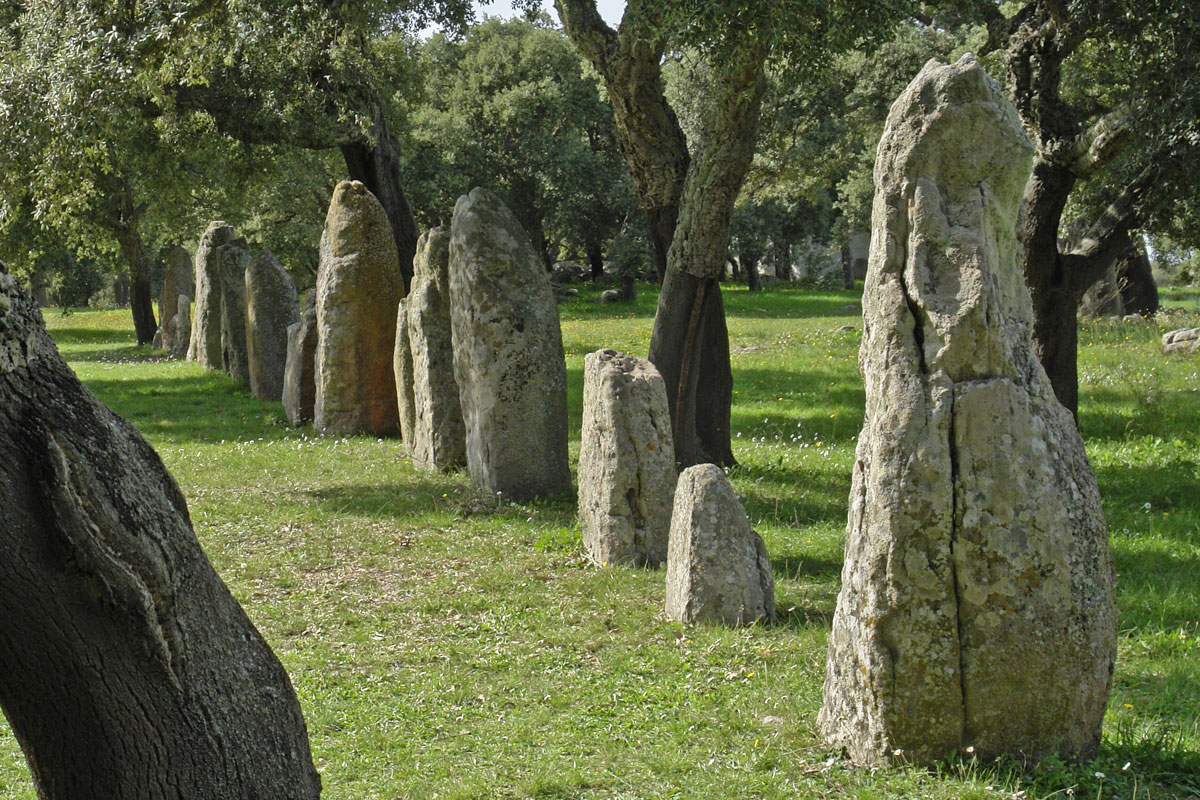
Pranu Muttedu, Menhir-Reihe
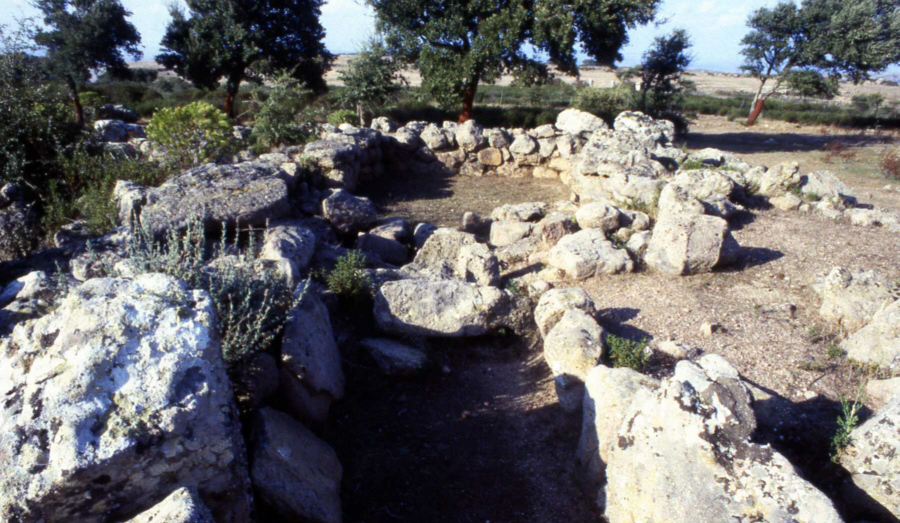
Pranu Muttedu, andere Straßenseite
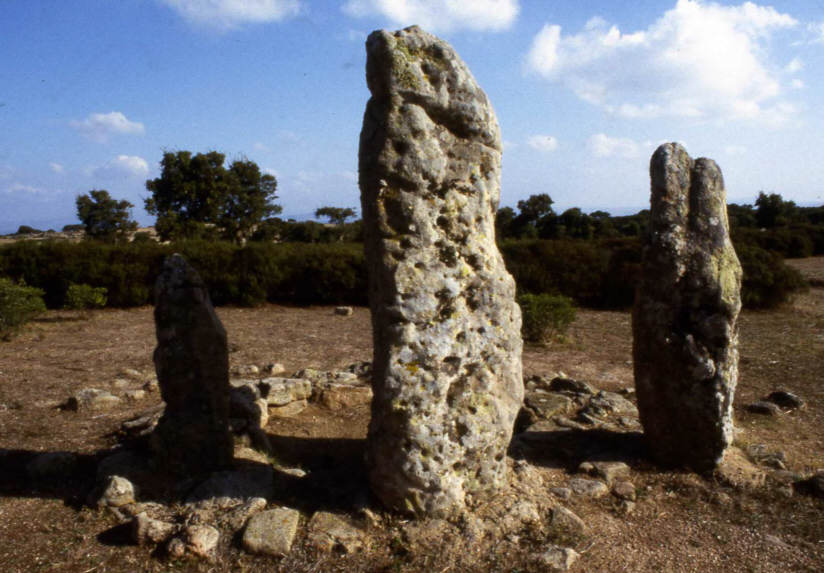
Pranu Muttedu, andere Straßenseite
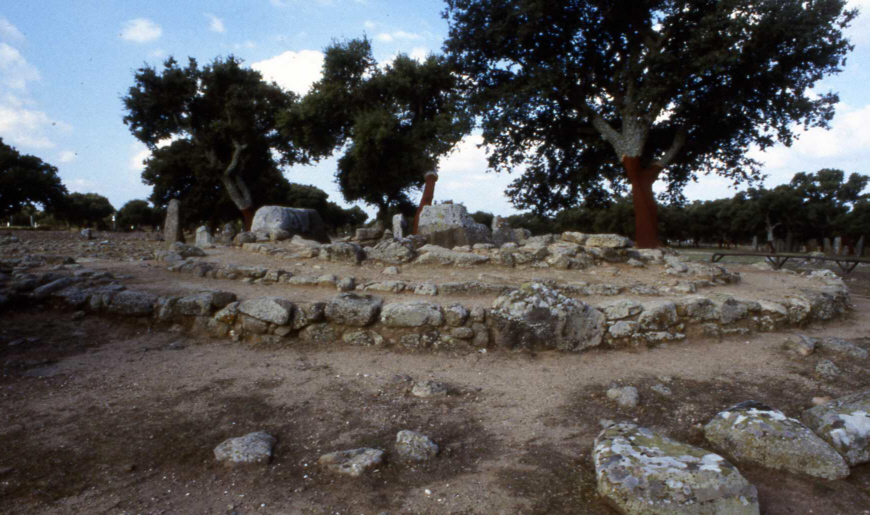
Pranu Muttedu – Tomba a circolo

## Parallelen
Diese Art von Monumenten war ursprünglich wahrscheinlich zahlreicher. Eine vergleichbare Struktur findet sich im kreisförmigen Galeriegrab Masone Perdu bei Corte Noa und bei Piane alla Sughera auf Elba, gemeinsam mit Galeriegräbern, die der Kulturen von Abealzu-Filigosa zugerechnet werden. Hier und in Li Muri gibt es eine Konzentration von „protoanthropomorphen“ Statuenmenhiren.

## Funde
Steinkeulen wie die in Li Muri sind Hinweise auf eine Verbindung zur Glockenbecherkultur, die am Ende der Ozieri-Kultur im Norden der Insel präsent ist. Die Remedello-Kultur des italienischen Festlandes ist mit Feuersteindolchen vertreten, die lange Griffzungen haben und eine saubere Retusche zeigen. Silberringe unbekannter Herkunft vervollständigen das ungewöhnliche Bild.